# 大和連続主婦強盗殺人事件
大和連続主婦強盗殺人事件（やまとれんぞくしゅふごうとうさつじんじけん）は、2001年（平成13年）8月 - 9月に神奈川県大和市で発生した連続殺人事件。

## 事件概要
2001年8月28日、被告人Sは、交際していた女と共謀し、一人目の被害者である54歳女性宅に侵入した。タオルで口でふさぎ強姦しようと企てたものの、抵抗されたためベルトで首を絞め、出刃包丁で腹部を刺し殺害した。現金23万円と、キャッシュカードの入ったリュックサックを強取し、銀行の現金自動入出機から40万9000円を窃取した。
同年9月12日には、Sと女が共謀し、42歳女性宅に侵入し、腰部にスタンガンを押し付け、のど元にペティナイフを突きつけた状態で両手首及び両足首を粘着テープで緊縛し、強姦した。殺害する目的で粘着テープを顔面に何重にも巻きつけ、浴槽に顔を押し付けて窒息死させ、殺害した。現金6万円及び預金通帳が在中するポーチを強取した。
また同年、Sが単独で60歳女性侵入し、脅迫したうえ強姦。強取したキャッシュカードで銀行の現金自動入出機から現金425万円を窃取した。

## 裁判
検察はSと女にいずれも死刑を求刑した。第一審では、Sに対しては稀に見る凶悪事件の首謀者であるとして求刑通り死刑判決、女にはSにマインドコントロールされた面もあるとして無期懲役判決を言い渡した。検察・被告共に判決を不服として控訴。
東京高等裁判所で行われた控訴審では、検察・被告双方の控訴を棄却、Sの死刑判決及び女の無期懲役判決が維持された。女は上告せず無期懲役が確定。死刑判決が維持されたSのみが判決を不服として最高裁判所へ上告した。
2007年11月6日、最高裁判所第三小法廷において「何ら落ち度のない女性たちを強姦し、金品を窃取した上、殺害したことは凶悪である」として被告人Sの上告を棄却する判決が言い渡されたため、死刑判決が確定した。

## 死刑執行
2019年（令和元年）8月2日に法務省（法務大臣：山下貴司）が発した死刑執行命令を受け収監先・東京拘置所にて死刑囚Sの刑が執行された（64歳没）。同日に福岡拘置所で死刑を執行された福岡3女性連続強盗殺人事件の死刑囚とともに令和改元後初の死刑執行となった。